# باغراشينوفسك
باغراشينوفسك (بالروسية: Багратионовск) هي إحدى مدن روسيا في الكيان الفدرالي الروسي كالينينغراد أوبلاست.

## توأمة
لباغراشينوفسك اتفاقيات توأمة مع كل من:
- Bartoszyce [الإنجليزية]‏
- Górowo Iławeckie [الإنجليزية]‏
- Gmina Korsze [الإنجليزية]‏
- يونافا

## أعلام
- ماغنوس فون براون